# 阿拉瓜伊纳
阿拉瓜伊纳是巴西托坎廷斯州的一个市镇。总面积4000平方公里，总人口117059人，人口密度29.3人/平方公里。